# Мессенія
Мессинія (грец. Μεσσηνία) — ном в південно-західній Греції, на південному заході півострова Пелопонес. Столиця ному — місто Каламата.

## Історія
Мессенія — одна з найдавніших історичних областей Греції, розташована на крайньому південному-заході Пелопоннесу. На півночі вона межувала із Елідою та Аркадією, на сході — із Лаконією. На півдні омивалась Середземним морем, із заходу — Іонічним.
У прадавні часи Мессенія була заселена лелегами. Згідно з Гомером, на території Мессенії існувало царство легендарного Нестора із центром у місті Пілос, яке зберегло багато пам'яток егейської культури. З цього ному походили декілька славетних олімпіоніків, зокрема Діокл Мессенійський. У результаті Мессенських воєн Мессенія потрапила під владу Спарти, незалежною від якої стала лише 369 до н. е. після перемоги Епамінонда над Спартою. У цьому ж році була заснована столиця Мессенії — місто Мессі. 146 до н. е. територія області увійшла до складу римської провінції Ахайя.

## Муніципалітети і комуни
| Муніципалітет | YPES код | Місцева влада (якщо відрізняється) |
| ------------- | -------- | ---------------------------------- |
| Етос          | 3802     | Копанакі                           |
| Епія          | 3803     | Лонга                              |
| Анданія       | 3804     | Діаволіці                          |
| Андруса       | 3805     |                                    |
| Арфара        | 3808     |                                    |
| Аріс          | 3806     |                                    |
| Арістоменіс   | 3807     |                                    |
| Авіа          | 3801     | Камбос                             |
| Авлона        | 3809     | Сідірокастро                       |
| Хіліохорія    | 3831     | Хандрінос                          |
| Доріо         | 3812     |                                    |
| Іра           | 3813     | Неда                               |
| Філіатра      | 3830     |                                    |
| Гаргаліоні    | 3811     |                                    |
| Ітомі         | 3815     | Валіра                             |
| Каламата      | 3816     |                                    |
| Короні        | 3817     |                                    |
| Капіріссія    | 3818     |                                    |
| Лефктро       | 3819     | Кардамілі                          |
| Мелігалас     | 3821     |                                    |
| Мессіні       | 3822     |                                    |
| Метоні        | 3820     |                                    |
| Несторас      | 3823     | Хора                               |
| Іхалія        | 3824     | Меропі                             |
| Парафлессас   | 3825     | Влахопуло                          |
| Петаліді      | 3826     |                                    |
| Пілос         | 3827     |                                    |
| Турія         | 3814     |                                    |
| Вуфрадес      | 3810     | Хатзіс                             |
| Комуна        | YPES код | Місцева влада (якщо відрізняється) |
| Трикорфо      | 3828     |                                    |
| Трипіла       | 3829     | Раптопуло                          |